# Зубовский сельский совет (Миргородский район)
Зубовский сельский совет (укр. Зубівська сільська рада) — входит в состав Миргородского района Полтавской области Украины.
Административный центр сельского совета находится в с. Зубовка.

## Населённые пункты совета
- с. Зубовка
- с. Руда